# Foreign Affairs
Pour les articles homonymes, voir Foreign Affair (homonymie).
Foreign Affairs est un bimestriel américain de référence et à l'influence internationale, publié par Conseil des relations étrangères (Council on Foreign Relations), un think tank américain, non partisan, spécialisé dans les affaires étrangères et les relations internationales. Le magazine a été fondé le 15 septembre 1922, et est diffusé tous les deux mois en version imprimé, tandis que le site internet est actualisé de manière quotidienne.   
Il traite de politique étrangère et de relations internationales. Les articles sont écrits par des universitaires mais aussi des membres de gouvernement. Woodrow Wilson et Henry Kissinger ont notamment écrit pour cette revue.

## Liste des rédacteurs en chef
Depuis le 22 décembre 2021, son rédacteur en chef est Daniel Kurtz-Phelan, qui a remplacé à ce poste Gideon Rose. 
- Daniel Kurtz-Phelan: depuis 2021

- Gideon Rose: 2010–2021
- James F. Hoge, Jr.: 1992–2010
- William G. Hyland: 1984–1992
- William P. Bundy: 1972–1984
- Hamilton Fish Armstrong: 1928–1972
- Archibald Cary Coolidge: 1922–1928

## Collaborateurs et contributeurs historiques
- Francis Fukuyama
- Samuel P. Huntington
- Robert O. Keohane
- Hillary Clinton
- Donald H. Rumsfeld
- Ashton Carter
- Colin L. Powell
- David Petraeus
- Zbigniew Brzezinski
- John J. Mearsheimer
- Stanley McChrystal
- Christopher R. Hill
- Joseph Nye